# دی میل
دی میل (انگلیسی: The Mill) شرکت سرگرمی آمریکایی است، که در سال ۱۹۹۰ تأسیس شد.